# Corb marí ullgroc
El corb marí de Magallanes (Phalacrocorax neglectus) és un ocell marí de la família dels falacrocoràcids (Phalacrocoracidae) que habita les costes de Namíbia i sud-oest de Sud-àfrica.